# Dytiscinae
Sous-famille
Les Dytiscinae sont une sous-famille d'insectes de la famille des Dytiscidae. Elle regroupe plusieurs genres de coléoptères dulçaquicoles.

## Genres rencontrés enEurope
- Acilius Leach, 1817
- Cybister Curtis, 1827
- Dytiscus Linnaeus, 1758
- Eretes Laporte de Castelnau, 1833
- Graphoderus Dejean, 1833
- Guignotites Brinck, 1943
- Hydaticus Leach, 1817

## Liste des tribus
Selon ITIS (31 août 2014) :
- tribu des Aciliini Thomson, 1867
- tribu des Aubehydrini Guignot, 1942
- tribu des Cybistrini Sharp, 1880
- tribu des Dytiscini Leach, 1815
- tribu des Eretini Crotch, 1873
- tribu des Hydaticini Sharp, 1880
- tribu des Hyderodini K. B. Miller, 2000